# Diana Mezuliáníková
Diana Mezuliáníková (Bruntál, 10 de abril de 1992) es una atleta de fondo checa especializada en medias distancias (800 y 1500 metros).
Natural de la región de Silesia, se mudó con su familia a Kařez, cerca de Rokycany, en la región de Pilsen. Estudió en la Rokycany Grammar School y luego en la Facultad de Ciencias de la Universidad Carolina de Praga.
Comenzó a competir con el Sokol SG Plzeň-Petřín; más adelante, ya como corredora profesional, engrosó las filas del PSK Olymp Praha.

## Carrera deportiva
En 2011 corrió en el Campeonato Europeo de Atletismo Sub-20 que se disputó en Tallin, en la categoría de 800 metros, llegando a quedar en séptima posición marcando un tiempo de 2:09,11 minutos. Dos años después subió de categoría hasta la Sub-23, participando en el mismo Campeonato Europeo, ahora en Tampere (Finlandia) y en los 1500 metros, dejando un tiempo de 4:18,24 minutos, que le valió quedar en decimotercera posición en la clasificación final, tras ser séptima en su carrera.
En 2014, en Zúrich (Suiza), participó en el Campeonato Europeo de Atletismo, donde, pese a mejorar sus marcas personales, no consiguió pasar de la decimoctava posición general en los 1500 metros, marcando un tiempo de 4:15,40 minutos en la segunda carrera clasificatoria, donde acabó undécima en dicha serie. Al año siguiente (2015) destacó por su participación en los torneos internacionales del Campeonato Europeo de Atletismo en Pista Cubierta de Praga, donde quedó séptima en los 1500 m con tiempo de 4:16,93 minutos, y en la Universiada surcoreana en Gwangju, siendo sexta con 4:23,14 de marca.
Mezuliáníková viajó a Berlín en 2018 para participar en el Campeonato Europeo de Atletismo, donde consiguió quedar entre las diez mejores velocistas en 1500 metros, con tiempo de 4:07,82 minutos.
En 2019 tuvo tres competiciones internacionales importantes. La primera de la temporada fue el Campeonato Europeo de Atletismo en Pista Cubierta, que tuvo lugar en la capital escocesa, corriendo los 1500 metros en 4:11,92 minutos, acabando cuarta en la carrera 3 de la clasificación, que le llevó hasta el decimoséptimo puesto de la general. Las dos siguientes pruebas las corrió en 800 metros. La segunda del año tuvo lugar en Bydgoszcz (Polonia), en la Superliga del Campeonato Europeo de Atletismo por Equipos, siendo octava con un tiempo de 2:02,60 minutos. Posteriormente, en el mes de octubre, en Doha (Catar), en el Campeonato Mundial de Atletismo, no superó la ronda clasificatoria, donde corría en la cuarta serie y quedó sexta con un tiempo de 2:03,48 minutos, que la llevó al trigésimo lugar de la general.
Tras el parón de meses en 2020 a raíz de la pandemia del coronavirus, en 2021 comenzaron a arrancar los nuevos eventos deportivos, incluidos los Juegos Olímpicos de Tokio, postergados durante un año. El curso atlético comenzó para la atleta checa con el Campeonato Europeo de Atletismo en Pista Cubierta que se hizo en la ciudad polaca de Toruń, donde acabó en quinta posición de su serie clasificatoria en los 1500 metros, con tiempo de 4:11,48 minutos. La cosa cambió a mejor con la delegación nacional, con la que se presentó al Campeonato Europeo de Atletismo por Equipos, donde República Checa participaba en la Primera División que se celebraba en la ciudad de Cluj-Napoca, en Rumanía. Lograba el primer podio en un torneo internacional al acabar tercera, con un tiempo de 4:16,71 minutos, cifra que le valió el bronce.
En julio viajó con la delegación checa hasta Tokio para participar en sus primeros Juegos Olímpicos. En la mañana del 2 de agosto corrió la carrera clasificatoria de los 1500 metros en la segunda serie, acabando en sexta plaza con un tiempo de 4:05,49 minutos, entrando última en los puestos de clasificación directa. Dos días más tarde, en la segunda serie de la semifinal, corriendo por la calle 7, terminó octava en la misma, siendo eliminada del pase a la final. Pese a quedar fuera, logró mejorar su marca hasta los 4:03,70 minutos, que significaba su mejor marca personal hasta la fecha en la categoría.

## Resultados por competición

### Por temporada
| Representando a República Checa | Representando a República Checa                                | Representando a República Checa | Representando a República Checa | Representando a República Checa | Representando a República Checa |
| ------------------------------- | -------------------------------------------------------------- | ------------------------------- | ------------------------------- | ------------------------------- | ------------------------------- |
| Año                             | Competición                                                    | Lugar                           | Puesto                          | Modalidad                       | Marca (min.)                    |
| 2011                            | Campeonato Europeo de Atletismo Sub-20                         | Tallin                          | 7.ª                             | 800 m                           | 2:09,11                         |
| 2013                            | Campeonato Europeo de Atletismo Sub-23                         | Tampere                         | 13.ª (H)                        | 1500 m                          | 4:18,24                         |
| 2014                            | Campeonato Europeo de Atletismo                                | Zúrich                          | 11.ª (H2)                       | 1500 m                          | 4:15,40                         |
| 2015                            | Campeonato Europeo de Atletismo en Pista Cubierta              | Praga                           | 7.ª                             | 1500 m                          | 4:16,93                         |
| 2015                            | Universiada                                                    | Gwangju                         | 6.ª                             | 1500 m                          | 4:23,14                         |
| 2018                            | Campeonato Europeo de Atletismo                                | Berlín                          | 10.ª                            | 1500 m                          | 4:07,82                         |
| 2019                            | Campeonato Europeo de Atletismo en Pista Cubierta              | Edimburgo                       | 17.ª (H)                        | 1500 m                          | 4:11,92                         |
| 2019                            | Campeonato Europeo de Atletismo por Equipos - Superliga        | Bydgoszcz                       | 8.ª                             | 800 m                           | 2:02,60                         |
| 2019                            | Campeonato Mundial de Atletismo                                | Doha                            | 6.ª (H4)                        | 800 m                           | 2:03,48                         |
| 2021                            | Campeonato Europeo de Atletismo en Pista Cubierta              | Toruń                           | 5.ª (H1)                        | 1500 m                          | 4:11,48                         |
| 2021                            | Campeonato Europeo de Atletismo por Equipos - Primera División | Cluj-Napoca                     | 3.ª                             | 1500 m                          | 4:16,71                         |
| 2021                            | Juegos Olímpicos                                               | Tokio                           | 8.ª (SF2)                       | 1500 m                          | 4:03,70                         |
| 2022                            | Campeonato Mundial de Atletismo                                | Eugene                          | 9.ª (SF2)                       | 1500 m                          | 4:07,62                         |
| 2022                            | Campeonato Europeo de Atletismo                                | Múnich                          | 6.ª (H1)                        | 1500 m                          | 4:07,37                         |

### Mejores marcas
| Disciplina                        | Marca        | Lugar      | Fecha                 |
| --------------------------------- | ------------ | ---------- | --------------------- |
| 400 metros (exterior)             | 55,90 s.     | Pilsen     | 18 de mayo de 2019    |
| 400 metros (pista cubierta)       | 58,25 s.     | Praga      | 1 de febrero de 2014  |
| 800 metros (exterior)             | 2:01,36 min. | Szczecin   | 15 de agosto de 2018  |
| 800 metros (pista cubierta)       | 2:02,50 min. | Ostrava    | 17 de febrero de 2019 |
| 1500 metros (exterior)            | 4:03,70 min. | Tokio      | 4 de agosto de 2021   |
| 1500 metros (pista cubierta)      | 4:11,48 min. | Toruń      | 5 de marzo de 2021    |
| 3000 metros (exterior)            | 9:32,78 min. | Kladno     | 14 de junio de 2015   |
| 3000 metros (pista cubierta)      | 9:12,63 min. | Mondeville | 4 de febrero de 2017  |
| 4 x 400 metros relevos (exterior) | 3:47,13 min. | Kladno     | 29 de julio de 2018   |